# Vledderveen (Drenthe)
Pour les articles homonymes, voir Vledderveen.
Vledderveen est un village situé dans la commune néerlandaise de Westerveld, dans la province de Drenthe. Le 1er janvier 2008, le village comptait 200 habitants.